# Martha Rocha
Martha Rocha (Tên đầy đủ: Maria Martha Hacker Rocha) (Salvador, Bahia, 19 tháng 9, 1932 - Niterói, Rio de Janeiro, 4 tháng 7, 2020) là một người mẫu Brazil, người chiến thắng đầu tiên của Hoa hậu Brasil 1954 và là Á hậu 1 Hoa hậu Hoàn vũ.

## Sự nghiệp
Rocha sinh ngày 19 tháng 9 năm 1932 tại Salvador, Bahia. Năm 18 tuổi, năm 1954, sau khi đoạt danh hiệu Hoa hậu Bahia tại quê nhà, bà trở thành Hoa hậu Brazil đầu tiên lọt vào vòng chung kết cuộc thi Hoa hậu Hoàn vũ. Tuy nhiên, dù có sự tán dương rộng rãi ngay cả ở Mỹ nhưng bà không phải là người giành được danh hiệu Hoa hậu Hoàn vũ mà đó là Hoa hậu Mỹ, Miriam Stevenson. Người ta nói rằng phán quyết cuối cùng đưa ra là số đo vòng hông của Miriam nhỏ hơn Martha 2 inch (51 mm). Nhìn hẹp hơn là "thước đo tiêu chuẩn" thời bấy giờ.
Người ta cũng nói rằng sau chiến thắng của mình, Miriam đã tặng một trong hai chiếc xe mà cô đã giành được (tại cuộc thi Hoa hậu Mỹ và Hoa hậu Hoàn vũ) cho Martha, vì cô đã có một chiếc ngay cả trước khi tham gia các cuộc thi sắc đẹp. Sau Hoa hậu Hoàn vũ, bà làm người mẫu và người mẫu quảng cáo tại phim trường Hollywood. Ví dụ, cô ấy kiếm được 30.000 đô la Mỹ để thực hiện một quảng cáo Gessy Lever.
Martha Rocha đã trở thành một điển hình về vẻ đẹp của người Brazil và tên của bà được đặt cho một loại bánh, một bài hát, trong thơ ca và là tên đường ở bang Bahia, Santa Catarina và São Paulo.
Martha đã tham gia giải vô địch ngựa quốc tế cùng với Nữ hoàng Elizabeth II, và gặp Thái tử Charles, cùng những người nổi tiếng khác. Cô cũng in dấu tay của mình vào Đại lộ Danh vọng Ipanema vào năm 2013.
Tên của bà đã được đặt cho viên đá quý Martha Rocha aquamarine nổi tiếng, được tìm thấy gần Teófilo Otoni, Minas Gerais, Brazil. Nó nặng 134 pound và mang hơn 300.000 carat đá quý màu xanh tuyệt đẹp. Người ta nói rằng màu sắc đậm và phong phú đến nỗi nó được ví như đôi mắt của bà, và thậm chí ngày nay tên của bà ấy là phân loại của tông màu và cường độ khi đánh giá những loại thủy sinh có màu sắc đẹp nhất.

## Cuộc sống cá nhân và cái chết
Martha là con thứ bảy trong số mười một người con của kỹ sư Álvaro Rocha và người vợ Hansa của ông.
Martha kết hôn với chủ ngân hàng người Argentina Álvaro Piano và có hai con trai với ông trước khi ông qua đời trong một vụ tai nạn máy bay khi bà khoảng 23 tuổi. Bà kết hôn lần thứ hai với doanh nhân người Rio de Janeiro Ronaldo Xavier de Lima, người mà bà đã chung sống 13 năm và có một con gái, nghệ sĩ Claudia Xavier de Lima.
Năm 2001, Rocha được chẩn đoán mắc bệnh ung thư vú, nhưng căn bệnh này đã sớm được kiểm soát.
Trong những năm cuối đời, bà sống tại một viện dưỡng lão ở Volta Redonda. Bà qua đời tại Niterói vào ngày 4 tháng 7 năm 2020 sau khi bị suy hô hấp và sau đó là một cơn đau tim, hưởng thọ 87 tuổi. Cô được chôn cất tại nghĩa trang Santíssimo Sacramento, ở Niterói vào ngày hôm sau.